# Major Commands der United States Air Force
Ein Major Command (MAJCOM; deutsch Hauptkommando) ist eine Organisationseinheit der US Air Force (USAF). Die insgesamt zehn Major Commands übernehmen jeweils klar abgegrenzte Aufgaben und ergänzen sich gegenseitig. Acht von ihnen haben funktionale Aufgaben, die anderen beiden regionale. Sieben der funktionalen Major Commands unterstehen in der Kommandokette direkt dem Chief of Staff of the Air Force (CSAF), und dessen Stab, dem Air Staff. Das achte, das Air Force Special Operations Command (AFSOC) und die beiden regionalen Komponenetenkommandos United States Air Forces in Europe und Pacific Air Forces unterstehen dem CSAF allerdings nur administrativ, operativ jedoch den jeweiligen Kommandeuren der Unified Combatant Command, zu der sie gehören (bzw. beim AFSOC je nachdem ob, und zu welchem regionalen UCC es vom US Special Operations Command (SOCOM) geschickt wird).

## Geschichte
Die ersten Major Commands entstanden während des Zweiten Weltkrieges, noch als Teil der neuen US Army Air Forces, die sich bis 1947 aus der US Army lösten und zur eigenständigen Teilstreitkraft entwickelten.
Zu den ersten Organisationen, die den Status eines Major Commands erhielten, zählten die Panama Canal Air Force im November 1940 und die Army Air Forces School of Applied Tactics im Oktober 1942. Bei der Gründung der US Air Force im September 1947 verfügte sie schon über 14 Major Commands, von denen heutzutage nur noch eines unter demselben Namen existiert: die US Air Forces in Europe. Abgesehen von den heute aktiven Kommandos hatten insgesamt 18 Organisationen und Einrichtungen der US Air Force wenigstens zeitweise den Status eines Major Commands.
Historische Kommandos
| Major Command (letzte Bezeichnung)        | aktiv von bis (teilweise mit Unterbrechungen) |
| ----------------------------------------- | --------------------------------------------- |
| Aerospace Defense Command                 | 27. März 1946 bis 31. März 1980               |
| Air Force Communications Command          | 1. Juli 1961 bis 1. Juli 1991                 |
| Air Force Cyber Command                   | 2007 bis 2008, nur provisorisch               |
| Air Force Intelligence Command            | 26. Oktober 1948 bis 1. Oktober 1993          |
| Air Force Logistics Command               | 17. Juli 1944 bis 1. Juli 1992                |
| Air Force Systems Command                 | 1. Februar 1950 bis 1. Juli 1992              |
| Air Proving Ground Command                | 27. Oktober 1942 bis 1. Dezember 1957         |
| Air University                            | 29. November 1945 bis 15. Mai 1978            |
| Alaskan Air Command                       | 18. Dezember 1945 bis 9. August 1990          |
| Continental Air Command                   | 1. Dezember 1948 bis 1. August 1968           |
| Headquarters Command, USAF                | 15. Dezember 1946 bis 1. Juli 1976            |
| Military Airlift Command                  | 1. Juni 1948 bis 1. Juni 1992                 |
| Northeast Air Command                     | 1. Oktober 1950 bis 1. April 1957             |
| Pacific Air Command                       | 15. Dezember 1947 bis 1. Juni 1949            |
| Special Weapons Command                   | 1. Dezember 1949 bis 1. April 1952            |
| Strategic Air Command                     | 15. Dezember 1944 bis 1. Juni 1992            |
| Tactical Air Command                      | 21. März 1946 bis 1. Juni 1992                |
| United States Air Forces Southern Command | 20. November 1940 bis 1. Januar 1976          |
| 3d Air Division                           | 3. Januar 1949 bis 21. Januar 1951            |

## Auftrag und Organisation
Ein Major Command wird von einem Kommandeur geführt, in der Regel ein Offizier im Generalsrang, verfügt über ein Hauptquartier und einen Stab. Die Major Commands sind gegliedert in Numbered Air Forces (nummerierte Luftwaffen), die sich wiederum aus Geschwadern, den Wings, zusammensetzen. Organisatorische Einheiten und Dienststellen, die wegen ihrer Aufgaben oder Zusammensetzung nicht in diese Kommandostruktur passen, werden als Direct Reporting Unit (DRU; direkt unterstellte Einheiten) oder Field Operating Agency (FOA) bezeichnet und unterstehen ebenfalls direkt dem Hauptquartier der US Air Force.
Die Major Commands sind außerdem in die verschiedenen übergeordneten funktionalen und regionalen Kommandos der US-Streitkräfte und der NATO eingebunden.
Aktuelle Kommandos
| Major Command                                | aktiv seit        | Funktion                                        |
| -------------------------------------------- | ----------------- | ----------------------------------------------- |
| Air Combat Command (ACC)                     | 1. Juni 1992      | Angriff, Bombardierung, Aufklärung, Überwachung |
| Air Education and Training Command (AETC)    | 1. Juli 1993      | Ausbildung, Training                            |
| Air Force Global Strike Command (AFGSC)      | 7. August 2009    | Interkontinentalraketen                         |
| Air Force Materiel Command (AFMC)            | 1. Juli 1992      | Forschung, Entwicklung, Tests                   |
| Air Force Reserve Command (AFRC)             | 17. Februar 1997  | Reserve der Luftwaffe                           |
| Air Force Space Command (AFSPC)              | 1. September 1982 | Satelliten und Cyberkriegsführung               |
| Air Force Special Operations Command (AFSOC) | 22. Mai 1990      | Spezialeinsätze                                 |
| Air Mobility Command (AMC)                   | 1. Juni 1992      | Strategischer Lufttransport, Luftbetankung      |
| Pacific Air Forces (PACAF)                   | 1. Juli 1957      | Vertretung der USAF im pazifischen Raum         |
| United States Air Forces in Europe (USAFE)   | 7. August 1945    | Vertretung der USAF in Europa                   |

## Verweise